# 簗場駅
簗場駅（やなばえき）は、長野県大町市平中綱にある、東日本旅客鉄道（JR東日本）大糸線の駅である。駅番号は「18」。

## 歴史
- 1929年（昭和4年）9月25日：国鉄大糸南線の信濃大町駅 - 当駅間が開通し、開業[2]。旅客・貨物の取り扱いを開始。
- 1930年（昭和5年）10月25日：大糸南線の当駅 - 神城駅間が開通[2]。
- 1957年（昭和32年）8月15日：中土駅 - 小滝駅間が開通して全線開通し、大糸線と改称[2]。
- 1959年（昭和34年）7月17日：信濃大町駅 - 信濃四ッ谷駅（現・白馬駅）間を電化[3]。
- 1963年（昭和38年）11月1日：貨物の取り扱いを廃止[4]。
- 1983年（昭和58年）3月25日：業務委託駅となる[5]。
- 1984年（昭和59年）2月1日：荷物の扱いを廃止[4]。
- 1986年（昭和61年）7月1日：無人化[6]。
- 1987年（昭和62年）4月1日：国鉄分割民営化に伴い、東日本旅客鉄道（JR東日本）の駅となる[7]。
- 2014年（平成26年）
  - 11月22日：長野県神城断層地震により、信濃大町駅 - 糸魚川駅間を23日まで運休[新聞 1]。
  - 11月25日：信濃大町駅 - 白馬駅間の運転を再開[新聞 2]。
  - 12月7日：白馬駅 - 南小谷駅間の運転を再開し、大糸線の全線が復旧[新聞 3]。

## 駅構造
相対式ホーム2面2線を有する地上駅である。互いのホームは跨線橋で連絡している。留置線を有する。
無人駅である。2004年（平成16年）12月に駅舎は撤去され、待合所が設置された。

### のりば
| 番線 | 路線    | 方向 | 行先               |
| ---- | ------- | ---- | ------------------ |
| 1    | ■大糸線 | 下り | 南小谷・糸魚川方面 |
| 2    | ■大糸線 | 上り | 信濃大町・松本方面 |

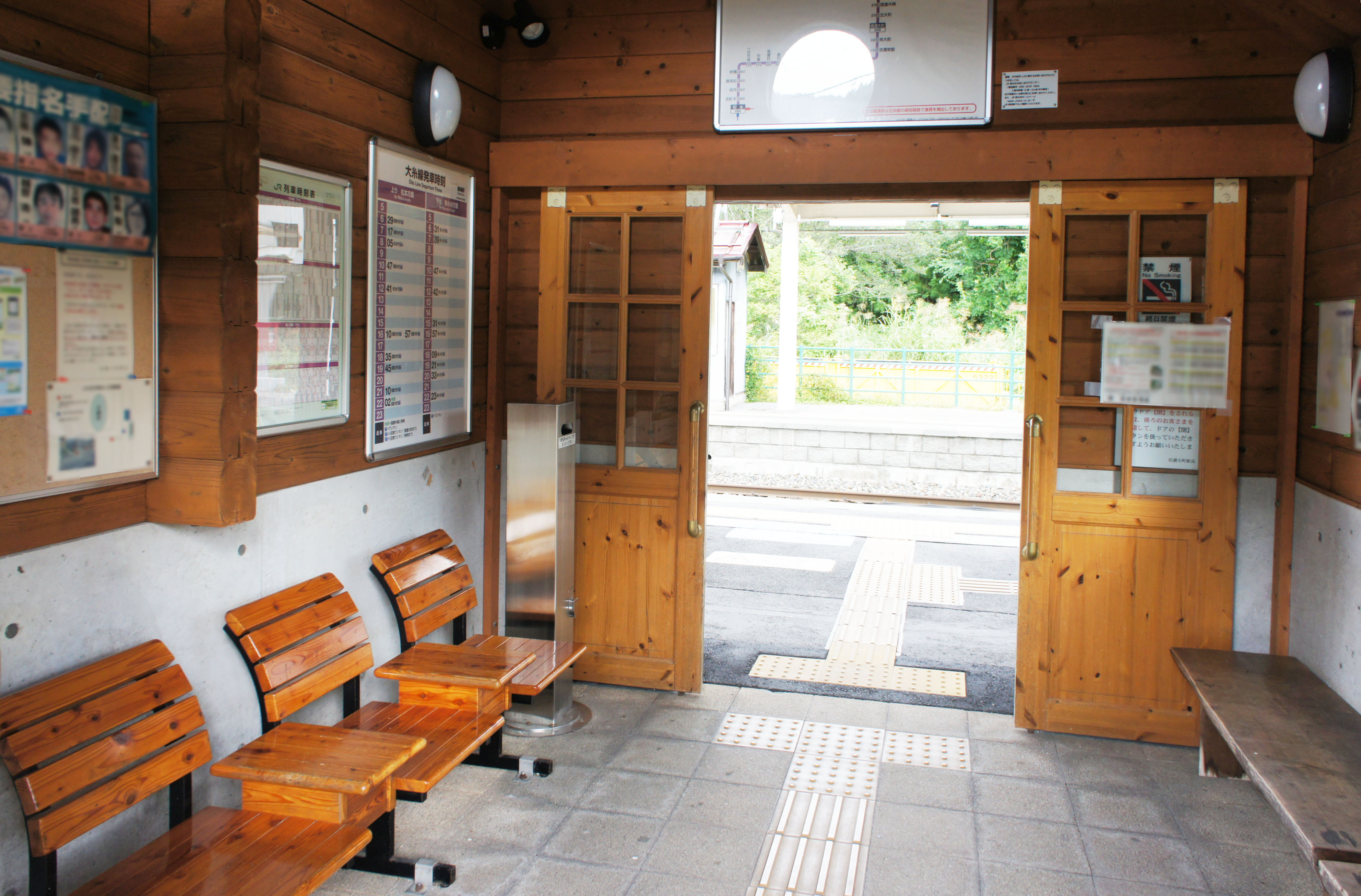
待合室（2021年8月）
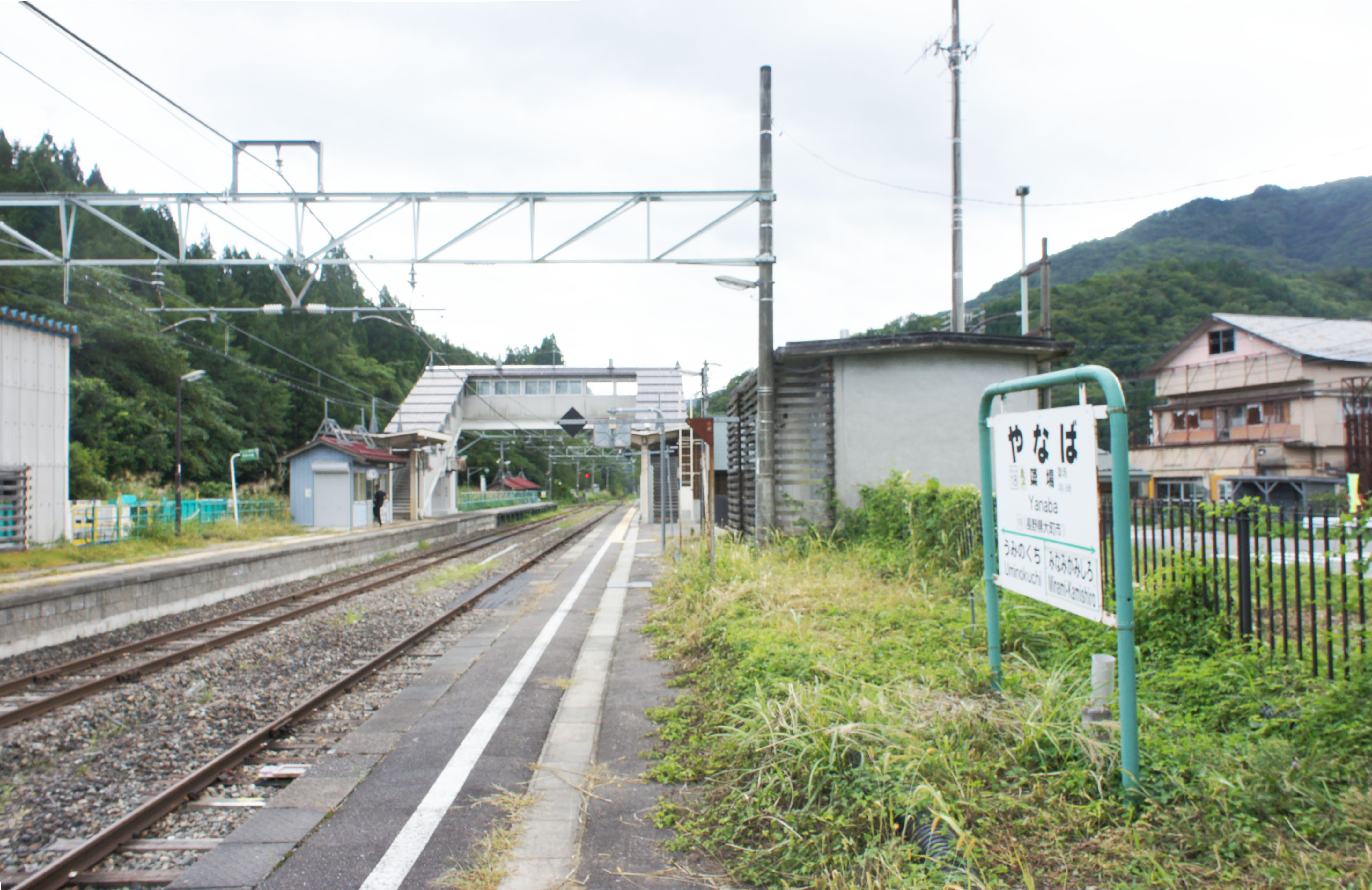
ホーム（2021年8月）

## 利用状況
「長野県統計書」によると、2007年度（平成19年度）、2009年度（平成21年度）- 2011年度（平成23年度）の1日平均乗車人員の推移は以下のとおりであった。
| 乗車人員推移       | 乗車人員推移     | 乗車人員推移 |
| 年度               | 1日平均 乗車人員 | 出典         |
| ------------------ | ---------------- | ------------ |
| 2007年（平成19年） | 32               | [ 1 ]        |
| 2009年（平成21年） | 21               | [ 1 ]        |
| 2010年（平成22年） | 24               | [ 10 ]       |
| 2011年（平成23年） | 23               | [ 11 ]       |

## 駅周辺
駅周辺は民宿街となっている。
- 中綱湖 - 仁科三湖の1つ[1]。
- 国道148号
- 鹿島槍スキー場[8]
- 大町市民バス「中綱」停留所 - 平（青木方面）コース（予約制）[12]

## 隣の駅
東日本旅客鉄道（JR東日本）
■大糸線
快速
信濃大町駅 (23) - （一部信濃木崎駅 (21) ） - 簗場駅 (18)  - 神城駅 (15)
普通
海ノ口駅 (19) - 簗場駅 (18)  - *ヤナバスキー場前駅 (17) - 南神城駅 (16)
*打消線は廃駅